# Berchtesgadener Alpen
Berchtesgadener Alpen är en bergskedja i Österrike, på gränsen till Tyskland. Den ligger i den centrala delen av landet, 270 kilometer väster om huvudstaden Wien.
I omgivningarna runt Berchtesgadener Alpen växer i huvudsak blandskog. Runt Berchtesgadener Alpen är det ganska tätbefolkat, med 86 invånare per kvadratkilometer.